# Marvin Spielmann
Marvin Spielmann (* 23. Februar 1996 in Olten) ist ein schweizerisch-kongolesischer Fussballspieler.

## Karriere

### Vereine
Mit dem Fussballspielen begann Spielmann im Alter von sechs Jahren bei seinem Bezirksverein FC Dulliken. Im Alter von neun Jahren wurde er zu einem Training nach Aarau eingeladen, wo er beim Team Aargau, dem Nachwuchsförderungsteam der drei Vereine FC Aarau, FC Baden und FC Wohlen, mehrere Jugendabteilungen durchlief. Nachdem er kurzzeitig vom FC Baden ausgeliehen worden war, erhielt er zur Saison 2014/15 vom FC Aarau seinen ersten Profivertrag, wurde jedoch nochmals für eine Saison an den FC Baden ausgeliehen. Dabei kam er auf 26 Einsätze und erzielte 15 Tore in der viertklassigen 1. Liga.
Zur neuen Saison 2015/16 endete die Leihe, und Spielmann kehrte zum FC Aarau zurück, der gerade in die zweithöchste Liga, die Challenge League, abgestiegen war. Im ersten Halbjahr kam er auf 17 Einsätze, in denen er drei Tore erzielte. Bereits in der Winterpause wechselte er zum Ligakonkurrenten FC Wil, mit dem er am Ende der Saison als Tabellendritter – und damit einen Platz besser als sein ehemaliger Verein FC Aarau – abschloss.
Im Februar 2017 wechselte Spielmann ablösefrei in die höchste Schweizer Liga zum FC Thun, wo er einen Dreijahresvertrag unterzeichnete. In seiner ersten kompletten Saison 2017/18 für die Berner Oberländer avancierte er bereits zum Leistungsträger. Nach den ersten sieben Partien verbuchte Spielmann bereits sechs Treffer, wobei er am vierten und fünften Spieltag gegen den BSC Young Boys bzw. den FC Lausanne-Sport jeweils einen Doppelpack erzielte. Am Ende der Saison standen Einsätze in 34 von total 36 Super-League-Partien auf seinem Konto, wobei er selber 13 Tore erzielte und drei weitere vorbereitete. Trotz seinen guten Leistungen stand er am Ende der Saison mit dem FC Thun nur auf dem 7. Tabellenplatz und verpasste damit die Europacup-Plätze.
Zur Saison 2019/20 wechselte Spielmann innerhalb der Super League zum BSC Young Boys. Ende April 2019 unterschrieb er beim BSC einen bis Sommer 2023 laufenden Vertrag. Im Januar 2022 wechselte er zum FC Lausanne-Sport in der Challenge League, wo er einen Vertrag bis 2024 unterschrieb. Im Sommer 2023 wurde er jedoch wegen ungenügender Leistungen vom Training ausgeschlossen und für die Rückrunde an Neuchâtel Xamax ausgeliehen. Danach war er vorerst vereinslos. Im Februar 2024 fand er mit dem FC Baden einen neuen Verein und unterschrieb einen Vertrag für den Rest der Saison.

### Nationalmannschaften
Spielmann spielte von der U-18 bis zur U-21 in mehreren Juniorenauswahlen. Seit Oktober 2016 ist er Teil der Schweizer U-21-Nationalmannschaft und gab am 10. November 2016 sein Debüt beim 2:1-Sieg bei einem Freundschaftsspiel gegen Russland. Beim Qualifikationsspiel zur U-21-Fussball-Europameisterschaft 2019 am 10. Oktober 2017 gegen die liechtensteinische U-21-Auswahl erzielte Spielmann beim 2:0-Sieg im Vaduzer Rheinpark Stadion seine ersten zwei Tore für die U-21.

## Persönliches
Spielmanns Mutter migrierte im Alter von 20 Jahren von der Demokratischen Republik Kongo in die Schweiz. Als er sieben Jahre alt wurde, trennten sich seine Eltern, und Spielmann wuchs bei seinem Vater in Olten auf.

## Titel und Erfolge
BSC Young Boys
- Schweizer Meister 2020 und 2021
- Schweizer Cupsieger 2020